# 15 años de música
15 años de música es el decimosexto disco del grupo vocal español Mocedades, grabado en 1984 durante un concierto que el grupo ofreció en el Teatro Alcalá de Madrid. Celebran en él 15 años de trayectoria del grupo, a la vez que se despiden de Amaya Uranga.
Juan Carlos Calderón dirige la orquesta en la primera mitad del concierto, donde repasan los temas más populares de su época con Zafiro, en la segunda mitad cuentan con Graham Priestley como director de la orquesta para repasar los temas más populares de su época con CBS.
En las canciones de "La guerra cruel", "Jimmy Brown" y "Pange Lingua" contaron con la colaboración de Sergio y Estíbaliz, que regresaron para colaborar con sus antiguos compañeros de grupo. Forma parte de la lista de los 100 discos que debes tener antes del fin del mundo, publicada en 2012 por Sony Music.

## Canciones
1. "El vendedor"  (4:02)
2. "Charango"  (3:34)
3. "Tómame o déjame"  (3:23)
4. "Medley: ¿Quién te cantará?/Secretaria/Me siento seguro"  (4:35)
5. "Iruten"  (2:49)
6. "La otra España"  (3:54)
7. "La guerra cruel - Jimmy Brown"  (8:06)
8. "Pange lingua"   (4:05)
9. "Has perdido tu tren"  (4:26)
10. "Dónde estás corazón"  (3:56)
11. "Desde que tú te has ido"  (3:10)
12. "Le llamaban loca"  (3:27)
13. "Amor de hombre"  (3:38)
14. "Eres tú"  (3:46)
15. "Eres tú" (final)  (1:47)

La versión en LP y casete contiene tres temas que no aparecen en el CD:
1. "Así fue nuestro amor"
2. "Poxa"
3. "La Música"

En 2006 se publicó en DVD este concierto, procedente de la emisión que del mismo hizo TVE, que contenía las siguientes canciones en vídeo:
1. "El vendedor"
2. "Tómame o déjame"
3. "Medley: ¿Quién te cantará?/Secretaria/Me siento seguro"
4. "La otra España"
5. "La guerra cruel"
6. "Pange lingua"
7. "Has perdido tu tren"
8. "Desde que tú te has ido"
9. "Así fue nuestro amor"
10. "La música"
11. "Le llamaban loca"
12. "Amor de hombre"
13. "Eres tú"